# 鍋島元子
鍋島 元子（なべしま もとこ、1936年〈昭和11年〉10月18日 - 1999年〈平成11年〉11月22日）は日本のチェンバロ奏者、教育者。日本での古楽器演奏の草分けであり、1970年代の日本における古楽器活動の先駆者でもあった。グスタフ・レオンハルトの日本人最初の弟子でもある。
東京出身。佐賀鍋島家一門の分家である白石鍋島家の血を引き、曽祖父は肥前国佐賀藩国老の鍋島直暠。祖父の鍋島直明は貴族院男爵議員を務めた。 伯父は男爵を継いだ直高、伯母の敬子は公爵の宮内顧問官である二条基弘の娘。父は法政大学教授、大東文化大学教授の直康、母は西郷従徳の娘である竹子。母方の曽祖父は西郷従道で、曽祖伯父が西郷隆盛である。

## 生涯

### 生い立ち
東京・青山で長女として生まれる。幼い頃からピアノを学び、7歳で照宮成子内親王のための御前演奏を行うなど、音楽的な素養に恵まれた。
学習院幼稚園・初等科、青山学院中等科、桐朋学園高校音楽科ピアノ専門（寺西昭子に師事）を経て、1958年桐朋学園短期大学音楽科作曲理論科（入野義朗に師事）を卒業。さらに同大学専攻科で作曲、指揮、ピアノを学ぶ。
大学では、山本直純や小澤征爾らと共に学んだ。

### 桐朋学園
1958年から桐朋学園高校音楽科及び「子供のための音楽教室」助手を務め始める。1960年結婚(〜68年）のために一時退職後、1964年桐朋学園高校音楽科及び大学音楽学部講師に着任。理論ピアノ、ソルフェージュ、作曲理論、アナリーゼ、を担当した。1966年には専任講師になる。
1967年、橋本英二にチェンバロを師事、この年から「副科チェンバロ」を担当するようになる。

### オランダ留学
また1968年、小林道夫、ロベール・ヴェイロン＝ラクロワの指導や助言を受けた。1969年私立大学福祉協会の海外研修員としてオランダ・アムステルダム音楽院へ留学し、グスタフ・レオンハルトのもとでチェンバロ・ソリストコース、室内楽、通奏低音、オルガンを学び、1972年ソリスト・ディプロマを取得し、卒業。その間、ベルギー、イタリア、スペイン各都市での講習会も受講した。

### 帰国〜古楽研究会 Origo et Practica創設
1973年帰国。桐朋学園大学音楽学部専任講師として復職し、チェンバロ、音楽史実習、バロック時代の演奏実技、伴奏法、和声理論、ソルフェージュを受け持つ。さらに、留学以前からのチェンバロ副科に加え、音楽史実習と称するバロック室内実習を充実させた。受講希望者増（鈴木秀美、堀米ゆず子、綿谷優子、池田悦子））に伴い、音楽部会と協力して、古楽器科新設に着手した。この古楽器専攻ができるのを待てずに、古楽に興味を持つ学生たちが自宅に多く集まるようになり、広く学べる場所として1974年には古楽研究会Origo et Practicaを創設。ここでは、鈴木雅明、橋本ひろ、山下道子等が初期の受講生である。

### 桐朋学園大学 古楽器科就任
1978年桐朋学園大学に古楽器科が新設され、チェンバロ専攻実技のほか、古楽器科全学生必修の通奏低音、古楽器授業も担当した。
1993年同大学教授に就任。

### 晩年
1999年11月22日 癌のため永眠。63歳。墓所は多磨霊園。

## チェンバロ奏者として
オランダへの留学前から、モダン・チェンバロでの演奏会を行っていたが、帰国後の演奏会は、世の中の歴史的チェンバロへの関心の高まりと時を同じくしたこともあり、大変な興味を持って受け入れられていった。1973年2月「帰国ご挨拶演奏会」をまず自宅で開催。オランダより持ち帰ったオリジナルタイプ（モダンタイプではない）のチェンバロ（フレンチスタイルの2段鍵盤（イエスコート作））を使っての演奏で、フラウト・トラヴェルソで有田正広が賛助出演し、メルヒオール・シルト、スウェーリンク、バード、フォルクレなどの作品が並んだ。

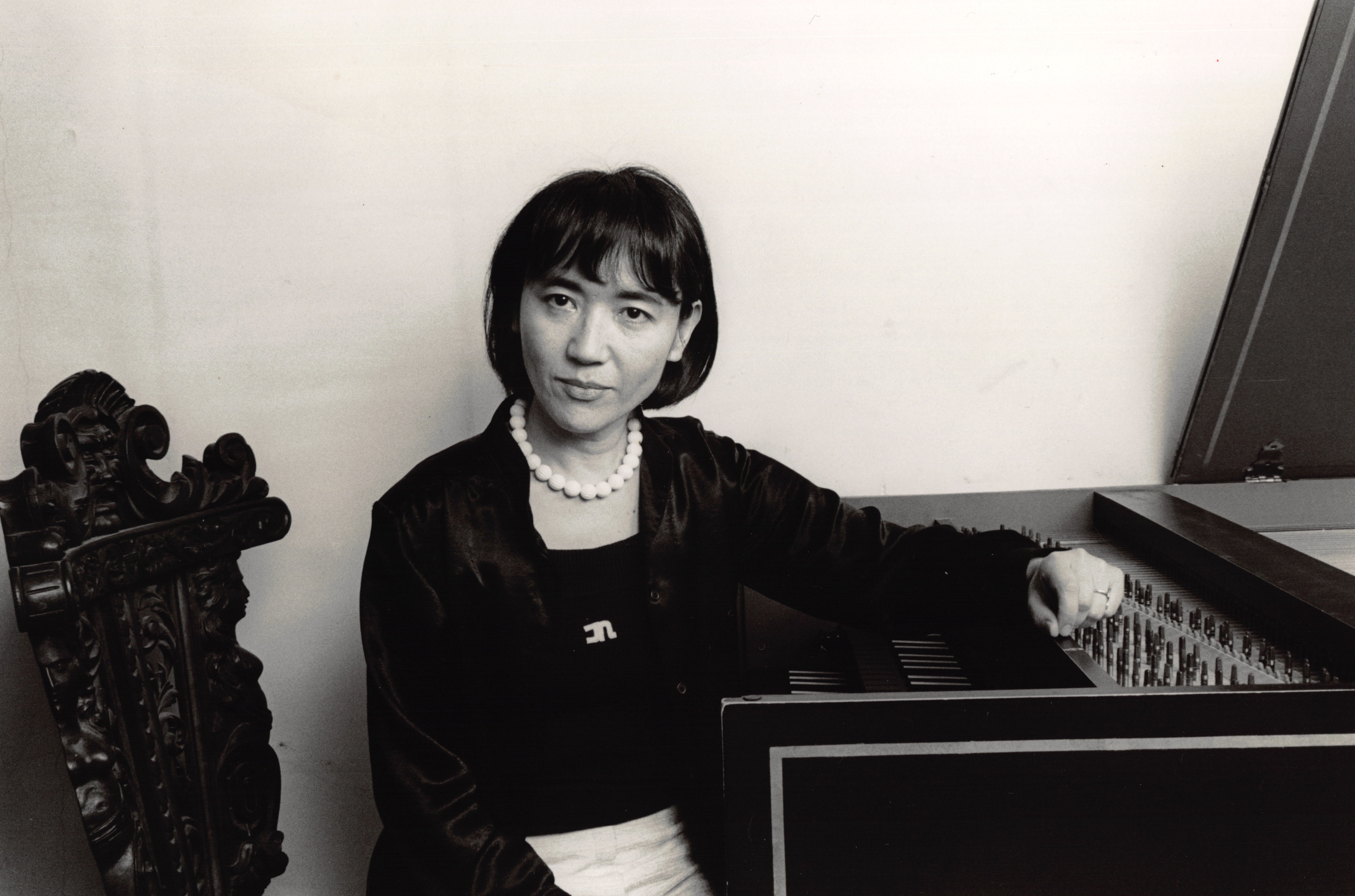
鍋島元子 1970年代後半。オランダより持ち帰ったフレンチ二段チェンバロ「イエスコート」と

初めての公開演奏会は1973年6月青山タワーホールにての「バッハとその周辺」で、ベーム、フローベルガー、フレスコバルディ、F.クープラン、J.S.バッハの諸作品が演奏され、本邦初演の物も多かった。
1974年6月、東京文化会館小ホールで「クープランとバッハの夕べ」、そして5月20日からは非常に話題になった10回連続演奏会「鍵盤音楽の様式を訪ねて」が始まる。1974年に4回、1975年には6回のシリーズになった。
その後もチェンバロ音楽を、いわゆるオーセンティックなアプローチで繰り広げる演奏会を続ける。また、会場も、東京丸の内にある日本工業倶楽部会館を使うようになり、サロン的な雰囲気がチェンバロ音楽と相まって話題となり、多くの人が鍋島の演奏会へ訪れるようになった。
ソロ活動と並行して、アンサンブルでは1990年から声楽家・淡野弓子や、活躍中の旋律楽器奏者と「衝撃と安息のスペース」と銘打った演奏会を開催した。
また、来日した演奏家との共演、録音活動も行う。
帰国後もほぼ毎年、海外へ演奏会やオリジナル楽器の研究の為、渡航。様々な音楽祭や大学、ワークショップなどで演奏会を展開。癌が見つかった夏（1999年）も、ドイツのミュールハウゼンで演奏している。最後の演奏となったミュールハウゼンでの演奏会は音源として残っている。

## 執筆活動
鍋島が帰国し活動をはじめた1970年代の日本は、古楽器による演奏と、それらが演奏された当時の文化や事物に対する知見が浸透する時期であったが、鍋島は演奏のみならず、自身のプログラム解説はもちろんの事、様々な音楽雑誌や学会への寄稿、海外演奏家LP、CD解説、翻訳なども重要なことと考え、執筆した。
20世紀初頭における古楽器チェンバロ復興の第1人者、ワンダ・ランドフスカの貴重なエッセイ、論考などを弟子であるD.レストウが1冊にまとめた本を、大島かおりと共訳。
語学が堪能だったこともあり、雑誌インタビューでレオンハルトとの対談なども残している。

## 古楽研究会 Origo et Practica
1974年に発足したチェンバロを中心としたバロック音楽の研究会。母体は個人宅に集まった古楽に興味を持ったメンバーと、桐朋学園大学で副科チェンバロの生徒、そして恩師である入野義朗が行っていた1973年JMLセミナーの一環として行っていた、チェンバロ教室である。1978年まで古楽器専攻可能な大学は（チェンバロ科はあったものの、古楽器としてではなかった）なかった為、実質的にこの研究会が、学習者にとって海外留学前の勉強の場となり、チェンバロ奏者を目指すものが集まるようになっていた。その頃の生徒には鈴木雅明、綿谷優子等が在籍していた。また、毎年開催されていた発表コンサート「名曲発見の会」は、今まで知られていなかった作曲家の作品を聴けるということで、古楽演奏者を目指す人々や、古楽愛好家が数多く来場し、毎回、客席は満席であった。
発足10周年までは鍋島が主宰者、20周年までは池田悦子、山下道子が主宰。その後、ふたたび鍋島が創設者として色濃く関わり、研究会運営は主に研究会会員が持ち回りで行っていった。在籍していた会員の中には、武久源蔵、中野振一郎、曽根麻矢子ら、2020年代に活躍しているチェンバロ奏者や、音楽学者、チェンバロ製作家もいる。
1999年に鍋島が亡くなると、鍋島の強い遺志もあり、会員であった加久間朋子が代表となり、運営は運営委員で行う任意団体として活動を継続。
40周年を機に、また、多くの大学に古楽器専攻が出来たこともあり、その役目は終了と言う判断で42年目（2017年）に閉会した。